# Polnischer Filmpreis/Bester Hauptdarsteller

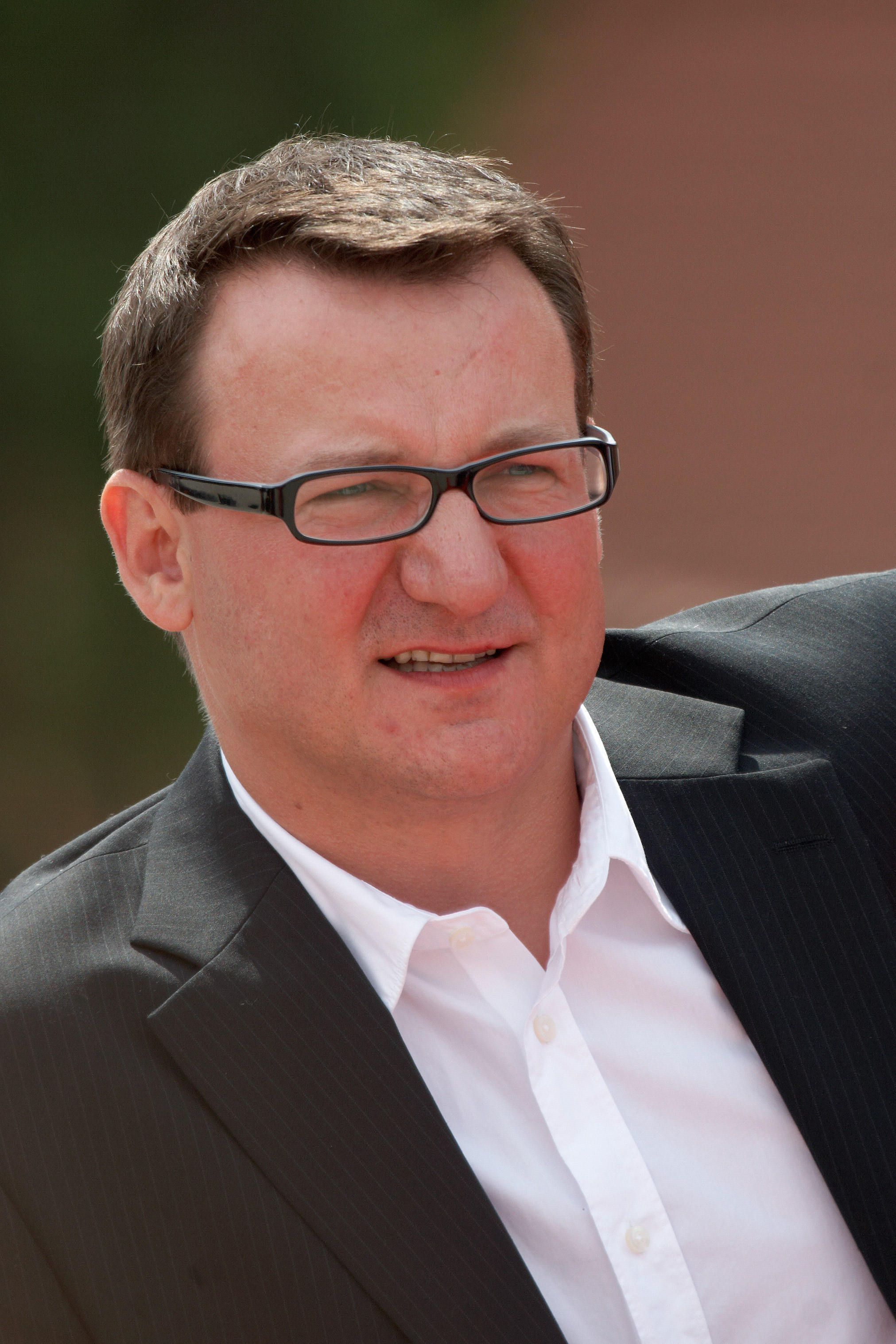
Preisträger der Jahre 2008, 2011 und 2012: Robert Więckiewicz

Polnischer Filmpreis: Bester Hauptdarsteller (Najlepsza główna rola męska)
Gewinner und Nominierte in der Kategorie Bester Hauptdarsteller seit der ersten Verleihung des Polnischen Filmpreises im Jahr 1999. Ein Film qualifiziert sich in dem der Preisverleihung vorhergehenden Jahr, wenn er zwischen dem 1. Januar und 31. Dezember mindestens sieben Tage in einem öffentlichen Kino gegen Entgelt gezeigt wurde.
| Statistik                          | Name              | Anzahl           | Jahr                          |
| ---------------------------------- | ----------------- | ---------------- | ----------------------------- |
| Häufigste Auszeichnungen           |                   |                  |                               |
| Robert Więckiewicz                 | 3                 | 2008, 2011, 2012 |                               |
| Häufigste Nominierungen (* = Sieg) | Marek Kondrat     | 5                | 1999, 2001, 2002, 2003*, 2007 |
| Häufigste Nominierungen ohne Sieg  | Marcin Dorociński | 4                | 2009, 2010, 2012, 2013        |

## 1990er Jahre
1999
Olaf Lubaszenko – Der Bastard muss sterben (Je treba zabít Sekala)
Zbigniew Buczkowski – Złote runo
Piotr Fronczewski – Łóżko Wierszynina
Krzysztof Kolberger – Kroniki domowe
Marek Kondrat – Złoto dezerterów
Bartosz Opania – Historia kina w Popielawach

## 2000er Jahre
2000
Robert Gonera – Die Schuld (Dług)
Mirosław Baka – Amok
Bogusław Linda – Pan Tadeusz
Jerzy Stuhr – Tydzień z życia mężczyzny
Michał Żebrowski – Mit Feuer und Schwert (Ogniem i mieczem)
2001
Zbigniew Zapasiewicz – Życie jako śmiertelna choroba przenoszona droga płciową
Janusz Gajos – Ostatnia misja
Marek Kondrat – Prawo ojca
Andrzej Seweryn – Prymas. Trzy lata z tysiąca
Jerzy Stuhr – Das große Tier (Duże zwierzę)
2002
Zbigniew Zamachowski – Tereska (Cześć Tereska)
Marek Kondrat – Weiser
Rafał Królikowski – Pół serio
Franciszek Pieczka – Requiem
Michał Żebrowski – Wiedźmin
2003
Marek Kondrat – Dzień świra
Adrien Brody – Der Pianist (The Pianist)
Janusz Gajos – Tam i z powrotem
Janusz Gajos – Zemsta
Henryk Gołębiewski – Edi
2004
Zbigniew Zamachowski – Zmruż oczy
Krzysztof Majchrzak – Pornografia
Jerzy Stuhr – Pogoda na jutro
2005
Marian Dziędziel – Eine Hochzeit und andere Kuriositäten (Wesele)
Jan Peszek – König Ubu (Ubu Król)
Michał Żebrowski – Pręgi
2006
Andrzej Chyra – Der Gerichtsvollzieher (Komornik)
Tomasz Kot – Skazany na bluesa
Zbigniew Zapasiewicz – Persona non grata
2007
Janusz Gajos – Jasminum
Marek Kondrat – Wszyscy jesteśmy Chrystusami
Leon Niemczyk – Po sezonie
2008
Robert Więckiewicz – Wszystko będzie dobrze
Andrzej Chyra – Das Massaker von Katyn (Katyń)
Andrzej Hudziak – Parę osób, mały czas
2009
Krzysztof Stroiński – Rysa
Marcin Dorociński – Boisko bezdomnych
Maciej Stuhr – 33 Szenen aus dem Leben (33 sceny z życia)

## 2010er Jahre
2010
Borys Szyc – Wojna polsko-ruska
Marian Dziędziel – Dom zły
Marcin Dorociński – Rewers

2011
Robert Więckiewicz – Różyczka
Vincent Gallo – Essential Killing
Mateusz Kościukiewicz – Wszystko, co kocham

2012
Robert Więckiewicz – In Darkness (W ciemności)
Marcin Dorociński – Róża
Jakub Gierszał – Suicide Room (Sala Samobójców)

2013
Maciej Stuhr – Pokłosie
Marcin Dorociński – Obława
Bartłomiej Topa – Drogówka

2014
Dawid Ogrodnik – In meinem Kopf ein Universum (Chce się żyć)

2015
Tomasz Kot – Bogowie

2016
Janusz Gajos – Body (Ciało)